# Ferrocianeto de cobre
O Ferrocianeto Cúprico é um composto precipitado, criado pela reacção entre sulfato de cobre e ferrocianeto de potássio. Sua fórmula é Cu2[Fe(CN)6].